# G線上のあなたと私
『G線上のあなたと私』（ジーせんじょうのあなたとわたし、英語: You and I on the G string）は、いくえみ綾による日本の漫画作品。『Cocohana』（集英社）にて2013年1月号に読切として掲載された後、2018年6月号まで不定期に連載されていた。単行本は全4巻。
2019年10月期に波瑠主演で、TBSテレビ系「火曜ドラマ」においてテレビドラマ化された。

## あらすじ
寿退職当日に婚約者から婚約を破棄された小暮也映子は、立ち寄ったCDショップで流れていた「G線上のアリア」に心を奪われ、自分でこの曲を弾いてみたいと思い、大人のバイオリン教室に入る。そこで同時に入った加瀬理人・北河幸恵の二人といっしょに、三人で親しい関係を築く。バイオリンを通じて生きる価値を見出していく。基本的には、女性視点の恋愛ドラマ。

## 登場人物
小暮也映子（こぐれ やえこ）〈25〉
元OL。寿退社の当日に「他に好きな人が出来たから」と婚約者から一方的に婚約を破棄された。傷心を癒すBGMを求めて立ち寄ったCDショップで、たまたま流れていた「G線上のアリア」に強く心惹かれ、自分でこの曲を弾きたいと思い、時間と貯金があることを幸いに、大人向けのバイオリン教室に入会する。
北河幸恵（きたがわ ゆきえ）〈41〉
パート主婦。ピアノを習っている小学5年生の娘・多実と一緒に演奏したいと思い、バイオリンを習い始めた。姑は教室通いを良く思っておらず、近所であることないことを吹聴している。
加瀬理人（かせ りひと）〈19〉
大学生。兄の婚約者だった眞於のことが好き。
久住眞於（くずみ まお）
バイオリン講師。理人の兄の元婚約者。
加瀬侑人（かせ ゆうと）
理人の兄。既婚者。
清水 結愛（しみず ゆうあ）
理人と同じ居酒屋でバイトをしている女子大生。理人を狙っている。
北河弘章（きたがわ ひろあき）
幸恵の夫。幸恵に対する後ろめたさから、バイオリン教室に通いたいという希望を承諾した。実母・由実子と幸恵の関係性が気がかりではあるものの、深く関わろうとはしていない。
北河多実（きたがわ たみ）
幸恵と弘章の娘。小学5年生。幸恵の良き理解者で、ピアノが得意。
北河由実子（きたがわゆみこ）
弘章の母で、幸恵の姑。いつも幸恵に小言を言う。

## 書誌情報
- いくえみ綾『G線上のあなたと私』集英社〈マーガレットコミックスCocohana〉、全4巻
  1. 2014年4月25日発売 ISBN 978-4-08-845199-2[3]
  2. 2015年8月25日発売 ISBN 978-4-08-845440-5[4]
  3. 2017年3月24日発売 ISBN 978-4-08-845740-6[5]
  4. 2018年6月25日発売 ISBN 978-4-08-844034-7[6]

## テレビドラマ
2019年10月15日から12月17日までTBSテレビ系「火曜ドラマ」で放送された。2017年4月期に「火曜ドラマ」枠で放送された同じいくえみ作品を原作とする『あなたのことはそれほど』の制作陣が再集結して制作されており、主演の波瑠が同枠で主演を務めるのは本作で2度目で、これにより深田恭子に続いて2人目の「火曜ドラマ」枠での複数回主演女優となる。
キャッチコピーは「恋とバイオリンの初心者コース この曲が弾けたら、きっと変われる」。

### キャスト

#### 並木楽器音楽教室
- 小暮也映子〈27 → 29[注 1]〉 - 波瑠
- 加瀬理人〈19 → 20[注 2]→21→22[注 3]〉大学二年生→三年生→四年生 - 中川大志
- 久住眞於 → 庄野眞於〈27 → 29[注 4]〉 - 桜井ユキ[7]
- 庄野眞盛〈35 → 37[注 4]〉 - 永野宗典
- 北河幸恵〈46 → 48[注 4]〉 - 松下由樹

#### 北河家
- 北河多実〈10 → 11 → 12 → 13〉[注 5] - 矢崎由紗
- 北河弘章〈52〉 - 小木博明[8]
- 北河由実子〈75〉 - 夏樹陽子

#### 加瀬家
- 加瀬侑人〈29〉 - 鈴木伸之[7]
- 加瀬芙美〈23〉 - 滝沢カレン[9]
- 加瀬敏美 - 長野里美
- 加瀬良太郎 - 信太昌之

#### その他
- 渡辺晴香〈27〉 - 真魚[10]
- 村野智史〈30〉 - 森岡龍
- 清水結愛〈19〉 - 小西はる
- 小暮洋子 - 池谷のぶえ
- 小暮健治 - 日野陽仁
- コーちゃん - きづき
- 金髪の青年 - 喜矢武豊
- ハローワークの相談員 - 山岸門人
- 介護認定調査員 - 工藤宏二郎
- メガネの女性 - 長屋晴子（緑黄色社会）[11]
- 白鳥敬一 - えなりかずき[12]
- 梶谷教授 - 明星真由美
- 男性店員 - 前野朋哉
- 亮介（晴香の夫） - アキラ100%

### その他
2020年5月に行われ、300人が投票に参加した「中川大志の歴代出演ドラマ人気ランキング」では、『花のち晴れ』や『家政婦のミタ』らを凌ぎ1位を獲得した。

### スタッフ
- 原作 - いくえみ綾 『G線上のあなたと私』（集英社マーガレットコミックス刊）
- 脚本 - 安達奈緒子
- 音楽 - 末廣健一郎、MAYUKO
- 主題歌 - 緑黄色社会「sabotage」（Sony Music Labels）[14][注 6]
- バイオリン指導・監修 - 上地芙実
- バイオリン教室協力 - ヤマハ、ヤマハ・ミュージックファウンデーション
- 楽器協力 - 弦楽器YAMASHITA
- バイオリン教室監修 - 秋久知美
- ピアノ協力 - 中嶋純子、青木沙也果
- チーフプロデューサー - 磯山晶
- プロデューサー - 佐藤敦司
- 演出 - 金子文紀、竹村謙太郎、福田亮介、坂上卓哉
- 製作著作 - TBSスパークル、TBS

### 放送日程
| 話数                                                                        | 放送日   | サブタイトル                   | ラテ欄                                                                     | 演出       | 視聴率 |
| --------------------------------------------------------------------------- | -------- | ------------------------------ | -------------------------------------------------------------------------- | ---------- | ------ |
| 第1話                                                                       | 10月15日 | 私には何もない                 | 普通の人に捧げます 恋と人生をやり直せる 奇跡のバイオリン教室 今夜オープン! | 金子文紀   | 7.8%   |
| 第2話                                                                       | 10月22日 | 好きってなに?                  | 本気の好きって測れるの? 片思いの沼から 脱出する方法                        | 金子文紀   | 8.8%   |
| 第3話                                                                       | 10月29日 | 時間を無駄にします             | 3人が繋がる発表会 こじらせ男子の初告白 令和に壁ドンて                      | 竹村謙太郎 | 7.3%   |
| 第4話                                                                       | 11月05日 | ラブソングじゃない             | 友達以上、恋人未満 男女の友情に終止符!? 今夜、急展開!!                     | 福田亮介   | 6.9%   |
| 第5話                                                                       | 11月12日 | なんで結婚するの?              | 恋の嵐!? 元婚約者&婚活相手… そもそも何で結婚するの?                        | 金子文紀   | 6.7%   |
| 第6話                                                                       | 11月19日 | ほっとけないって 愛ですか?     | 告白!? 俺好きかも… 辛いアラサー誕生日に 衝撃サプライズ                     | 竹村謙太郎 | 6.7%   |
| 第7話                                                                       | 11月26日 | 大人になるとき                 | 急展開! 先生の異変 気づいてしまった恋… 今から会える?                       | 福田亮介   | 8.6%   |
| 第8話                                                                       | 12月03日 | 親愛なる人々へ                 | 3人の家族が大集合 笑いと涙のコンサート 早く告白して!                       | 坂上卓哉   | 7.6%   |
| 第9話                                                                       | 12月10日 | 女子力なめんな                 | 8歳下の彼氏のため 神様、女子力ください 限界主婦の家出                      | 竹村謙太郎 | 6.5%   |
| 最終話                                                                      | 12月17日 | 私たちが二度と会わなくなっても | バイオリン三銃士! 今夜でお別れ… 好きの先へ進む勇気!                        | 金子文紀   | 9.6%   |
| 平均視聴率 7.7%（視聴率はビデオリサーチ調べ、関東地区・世帯・リアルタイム） |          |                                |                                                                            |            |        |

| TBS系 火曜ドラマ                                        | TBS系 火曜ドラマ                                | TBS系 火曜ドラマ                                   |
| 前番組                                                  | 番組名                                          | 次番組                                             |
| ------------------------------------------------------- | ----------------------------------------------- | -------------------------------------------------- |
| Heaven? 〜ご苦楽レストラン〜 （2019年7月9日 - 9月10日） | G線上のあなたと私 （2019年10月15日 - 12月17日） | 恋はつづくよどこまでも （2020年1月14日 - 3月17日） |